# 長谷寺 (鎌倉市)

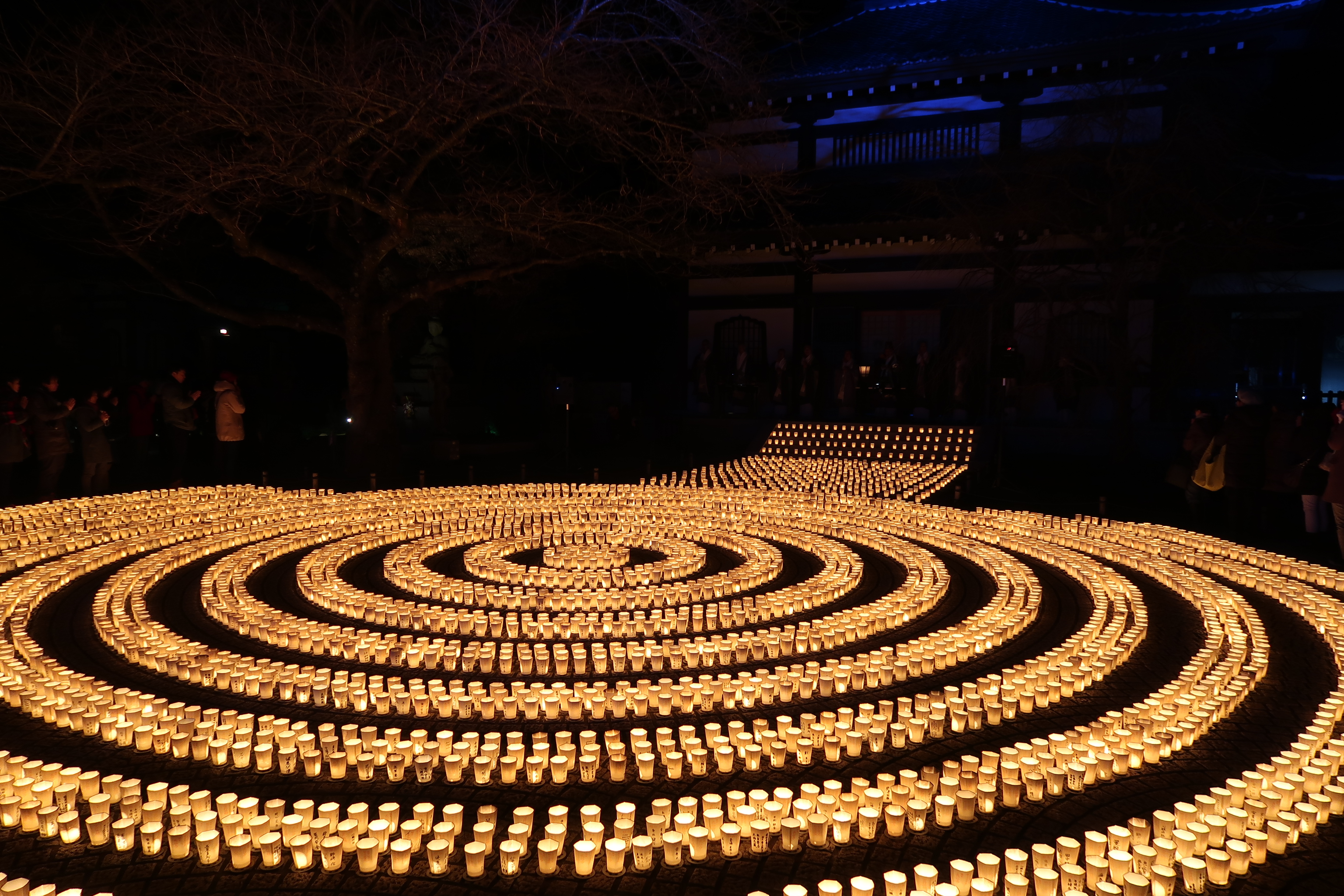
長谷寺萬燈祈願會(1月1日)

长谷寺（はせでら）是位在日本神奈川縣镰仓市的淨土宗系單立寺院。山號「海光山」（かいこうざん）。本尊十一面觀音、開基（創立者）為藤原房前、開山（初代住持）為德道。通稱長谷觀音。

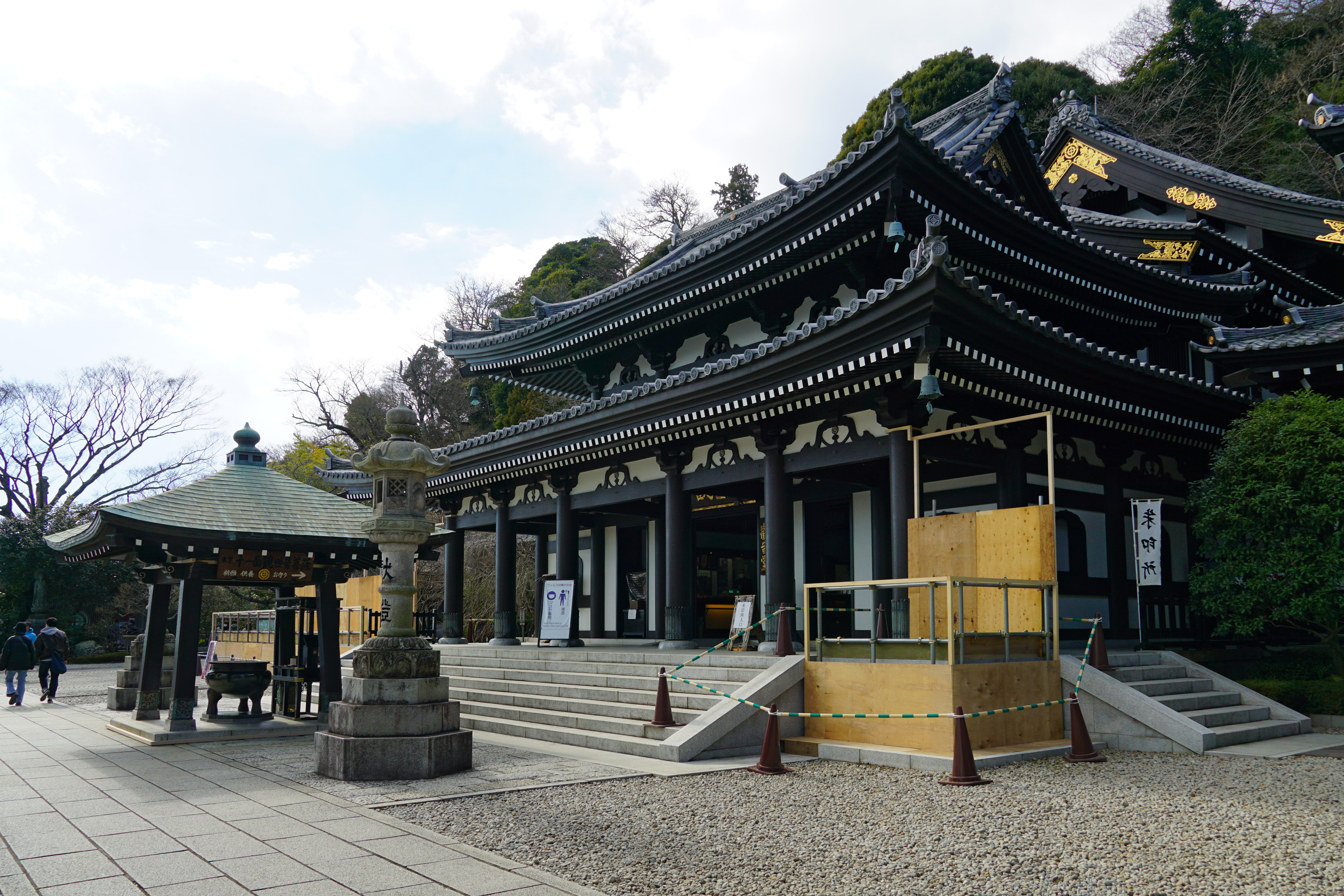
觀音堂
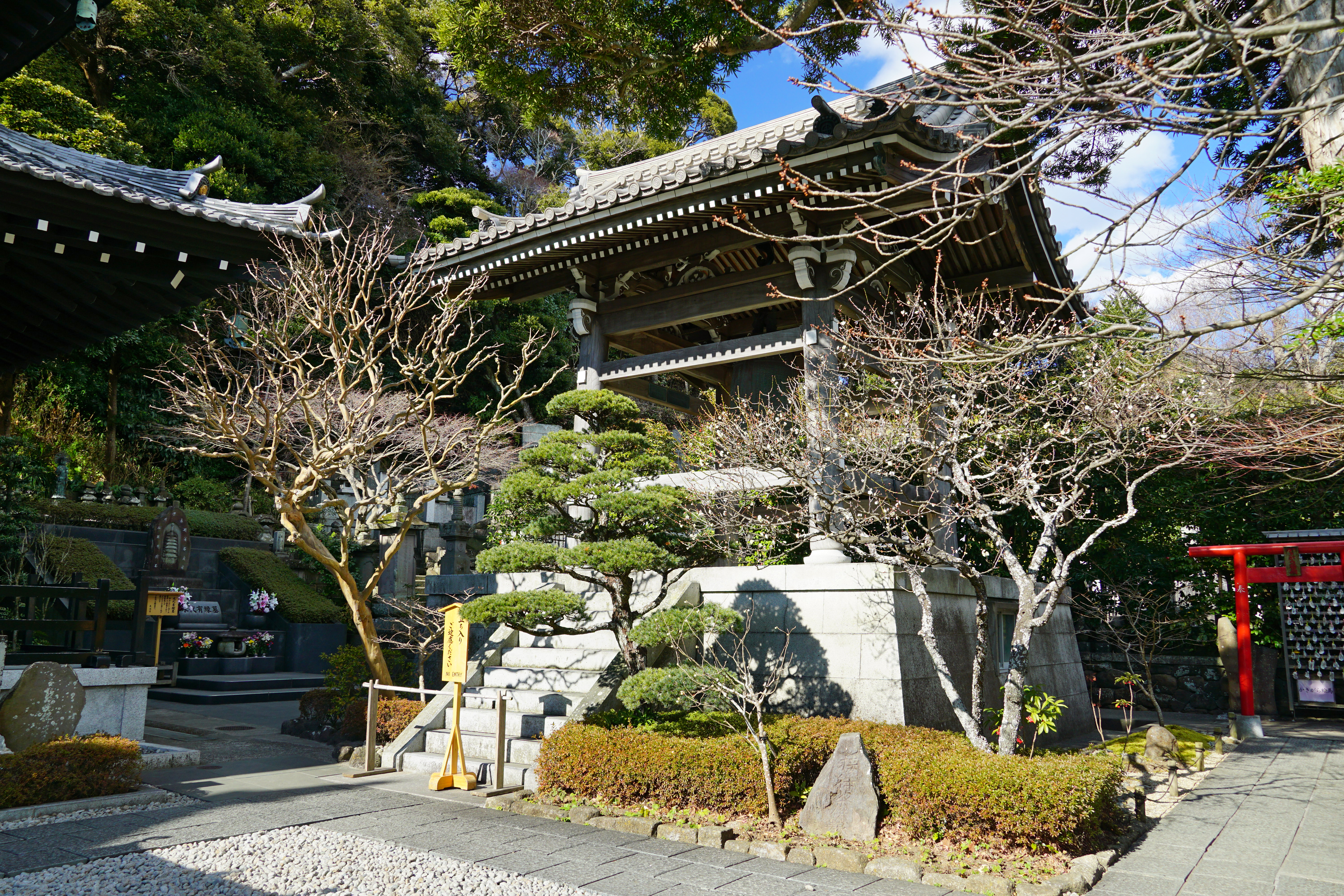
鐘樓
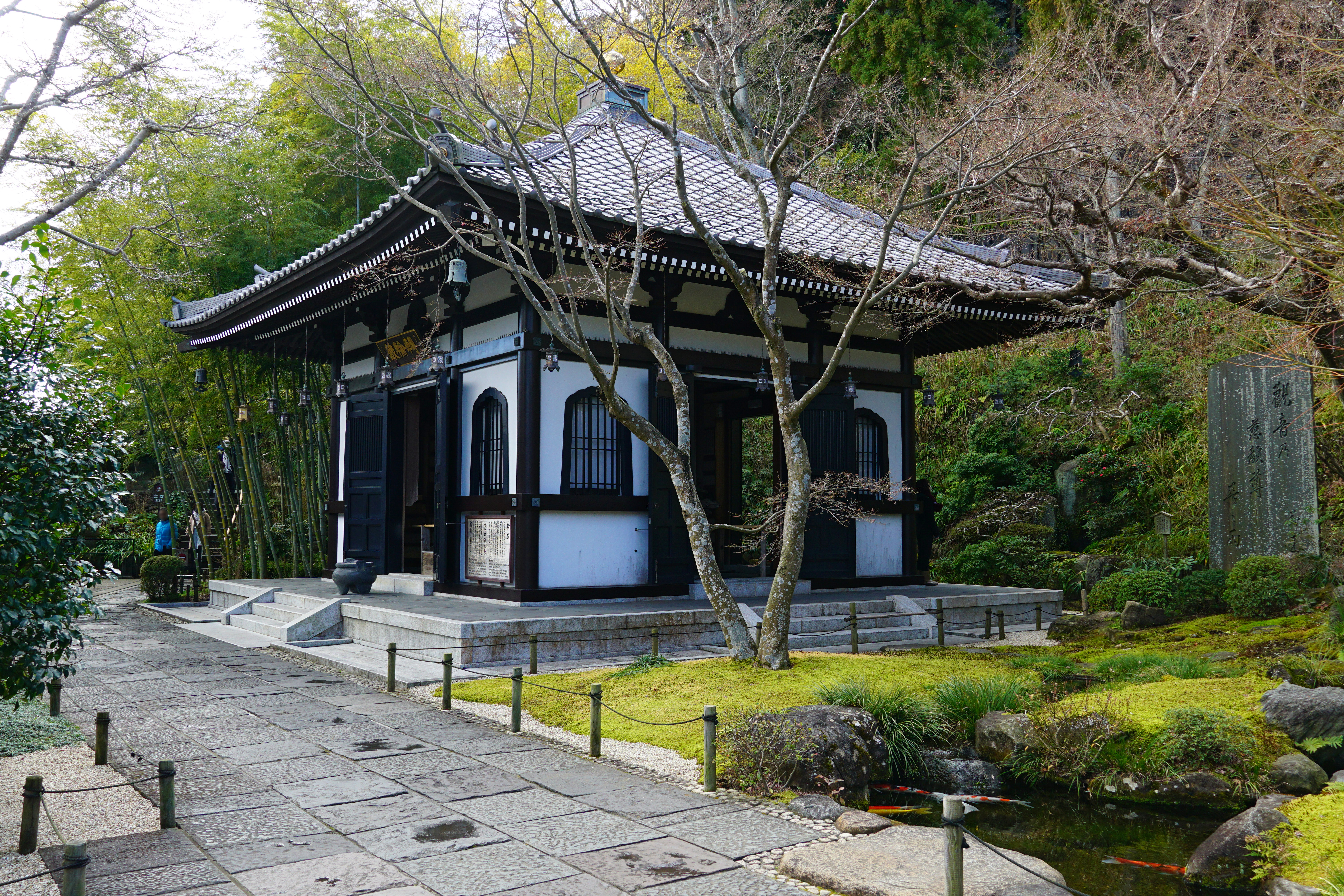
藏經閣
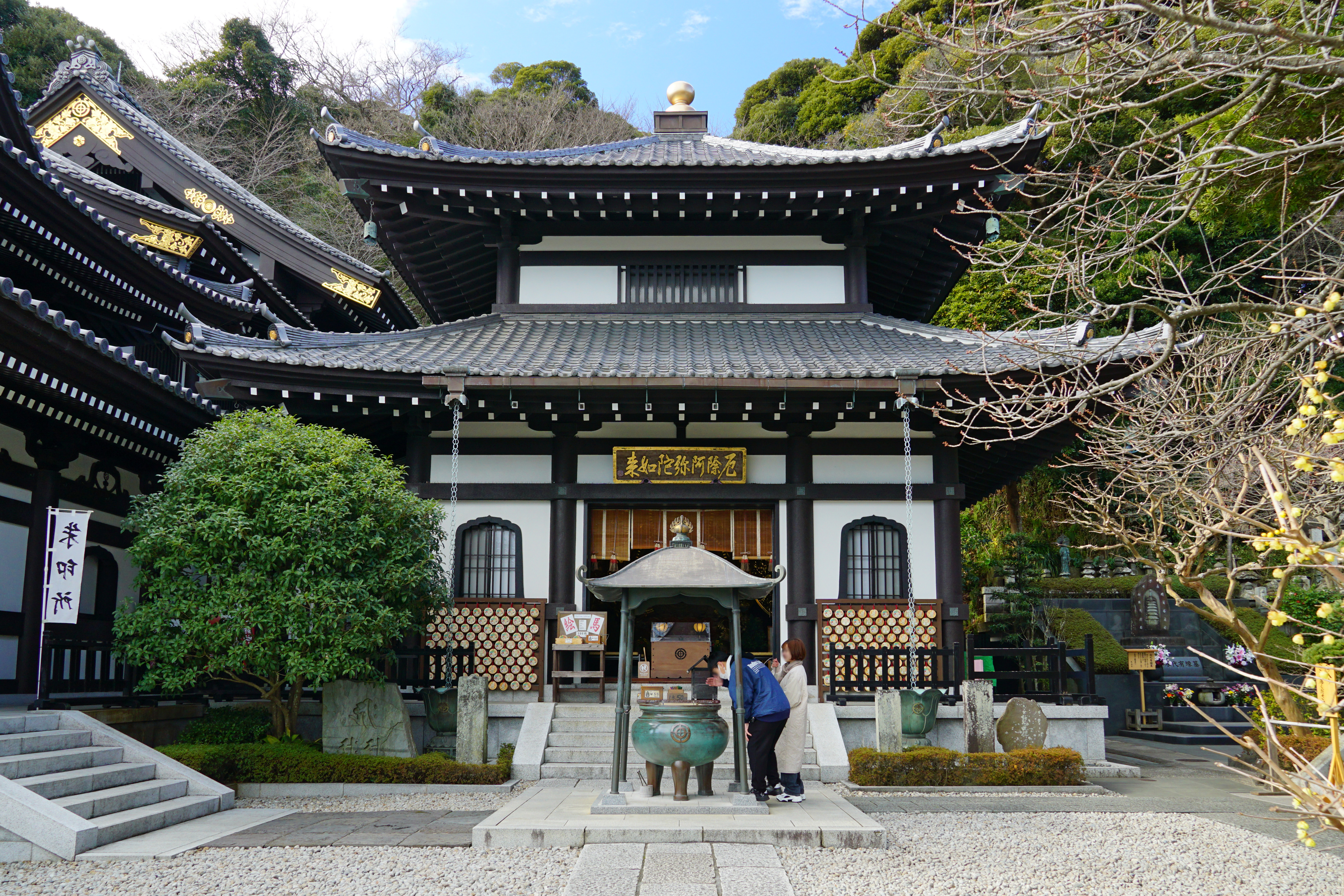
阿彌陀堂
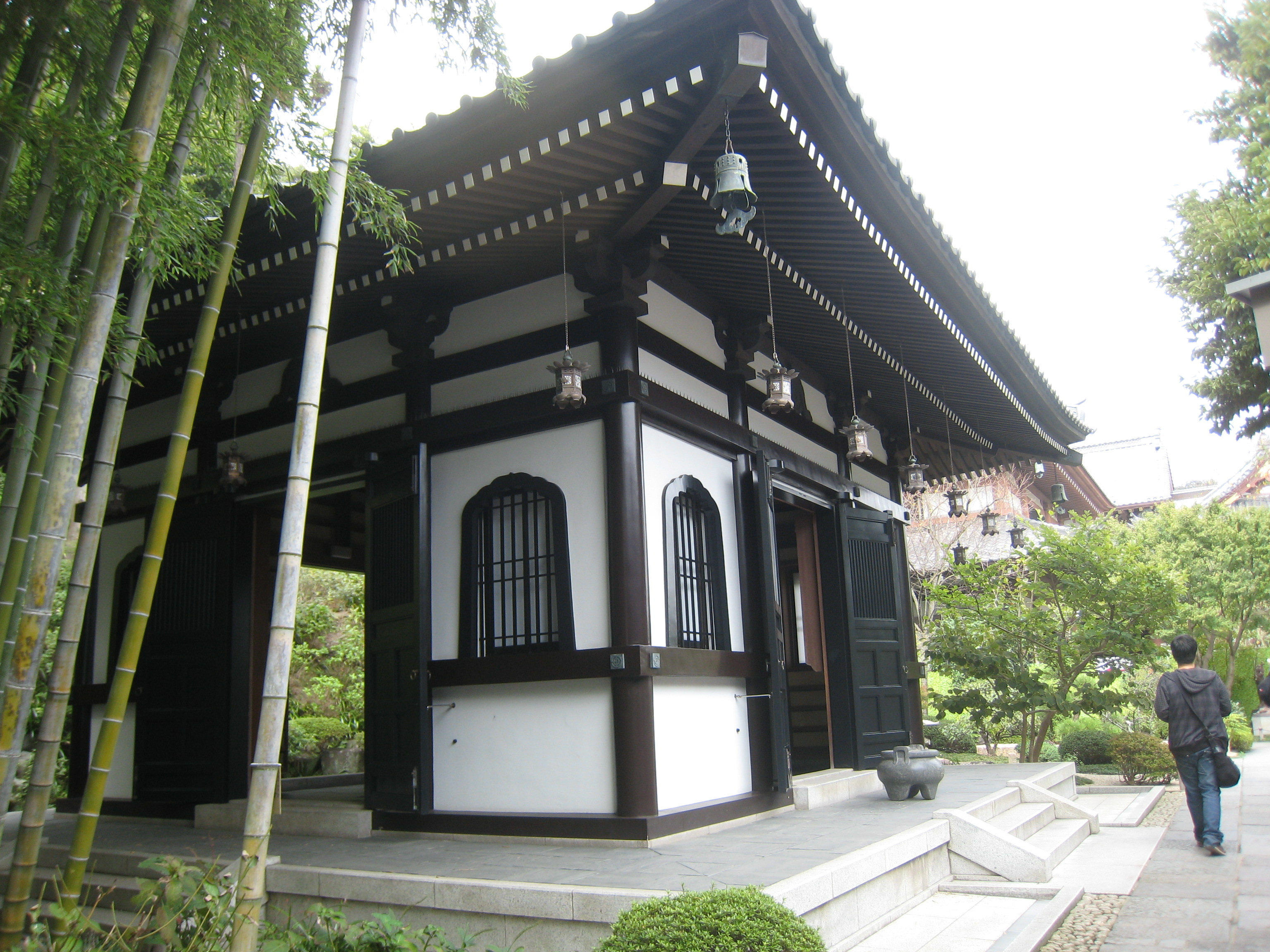
弁天堂
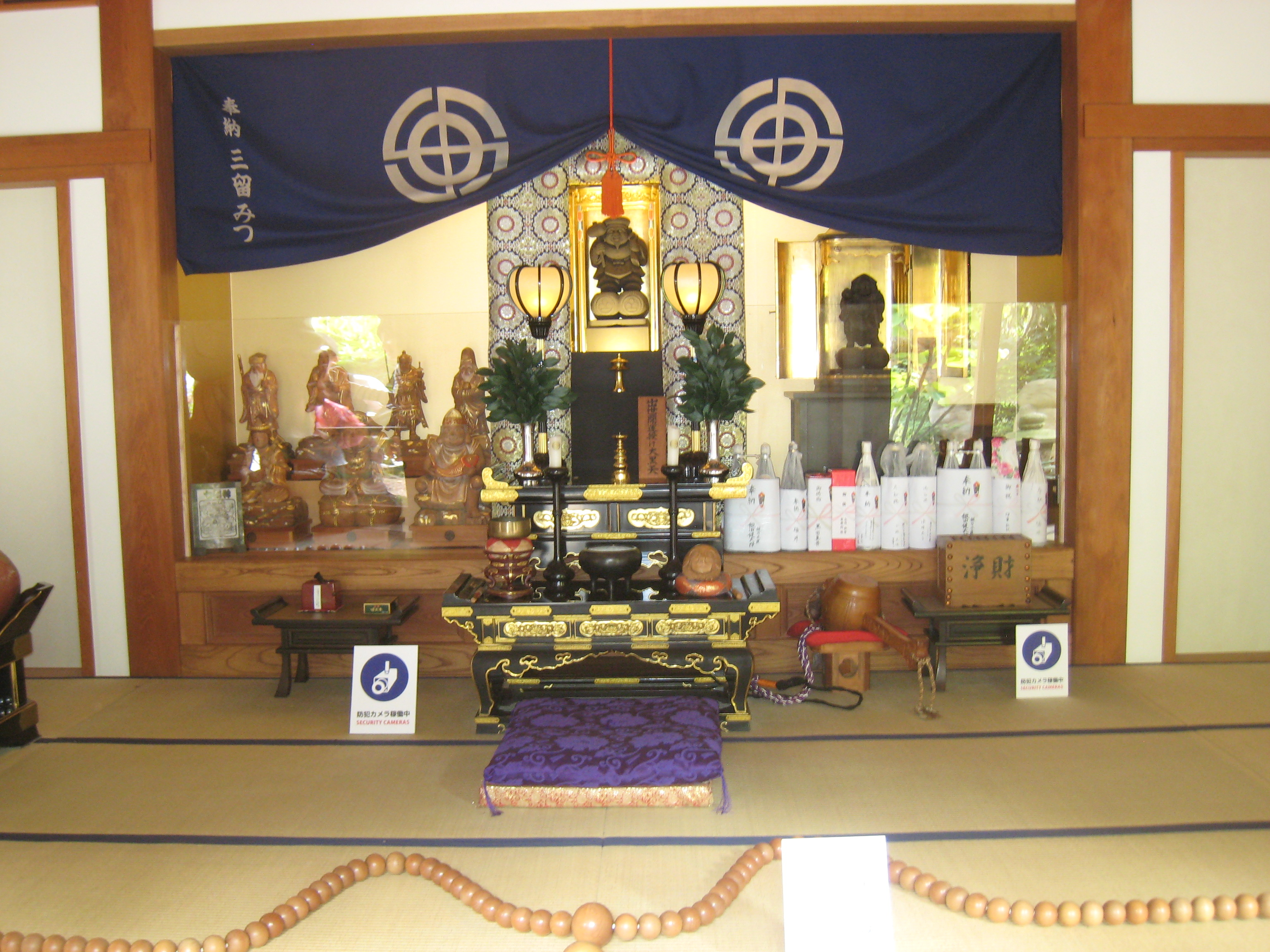
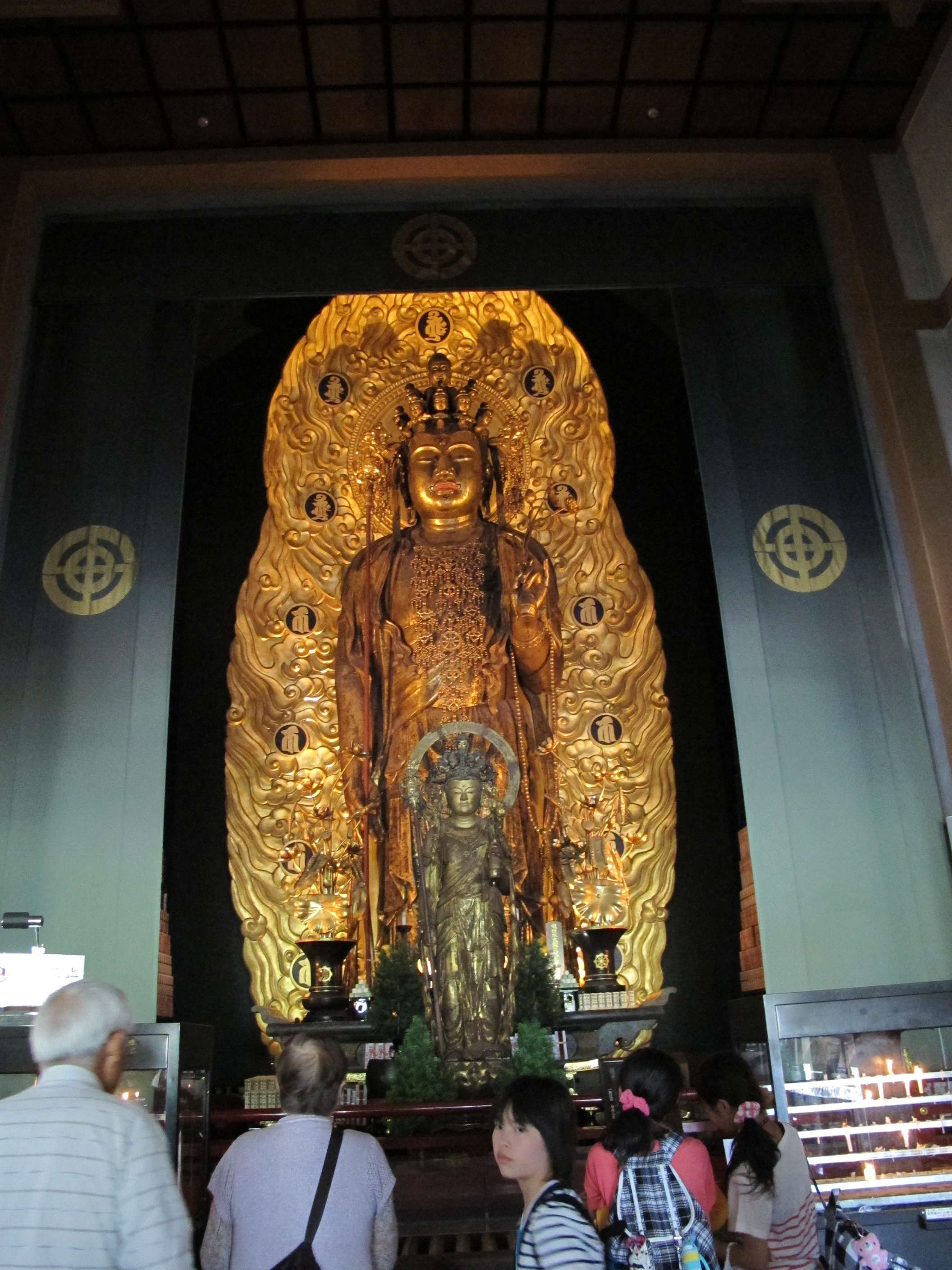
觀世音菩薩

## 關連項目
- 坂東三十三箇所

## 外部連結
- 镰仓 长谷寺 （页面存档备份，存于）（中文）